# История авторского права в США
История авторского права в Соединённых Штатах Америки начинается с колониальных времён. Первый федеральный Закон об авторском праве был принят в 1790 году. Этот закон был много раз обновлён, последний существенный пересмотр произошёл в 1976 году.

## Колониальная эпоха
Британский Статут королевы Анны, принятый в 1709 году, не распространялся на американские колонии. Экономика колоний в XVIII веке была в основном аграрной, и авторское право не являлось приоритетным в то время. В результате этого, до 1783 года на территории колоний авторское право было принято трижды в частном порядке: в двух случаях срок составил пять лет, в третьем семь. После прошений ещё нескольких авторов в 1783 году Континентальный конгресс объявил: «Нет ничего более собственного для человека, чем плод его исследования, и что защита и безопасность литературной собственности в значительной степени, как правило, поощряет гения и содействует полезным открытиям.» Тем не менее, в соответствии со Статьями Конфедерации, Континентальный Конгресс не имел права издавать авторские права. Вместо этого он принял резолюцию, призывающую штаты защищать права авторов и издателей любой новой книги после печати в течение не менее чем четырнадцать лет с первой публикации. В трёх штатах к 1783 году уже были приняты уставы авторского права ещё до разрешения Конгресса Конфедерации, а в последующие три года такие уставы были приняты в оставшиеся штатах, кроме Делавэра. Семь из тринадцати штатов приняли Статут королевы Анны и резолюцию Конгресса федерации. После этого авторы в этих штатах могли продать издательствам право на издание своих работ на 14 лет, а по истечении этого срока, продлить ещё на столько же. Пять же оставшихся штатов предоставляли авторские права на четырнадцать и на двадцать один год без права продления.

## Пункт Конституции об авторском праве
Во время Филадельфийского конвента представитель штата Вирджиния Джеймс Мэдисон и Чарльз Коутсуорт Пинкни от Южной Каролины предложили внести в Конституцию США пункт об авторском праве, который бы давал полномочия Конгрессу распоряжаться охраной и контролем авторского права в новом государстве. В итоге, в Конституцию был включён пункт об авторском праве Конституции США.
Конституция Соединенных Штатов даёт Конгрессу право принимать законы об авторском праве в статье I, раздел 8, пункт 8 (Пункт об авторском праве). Статья гласит, что Конгресс имеет право:

Содействовать развитию наук и полезных искусств, ограждая на определённый срок права собственности авторов и изобретателей на их произведения и открытия.
Оригинальный текст (англ.)To promote the Progress of Science and useful Arts, by securing for limited Times to Authors and Inventors the exclusive Right to their respective Writings and Discoveries.

Пункт об авторском праве Конституции создал плацдарм для дальнейшего законодательства в сфере авторского права. Так, в пункте обозначены «наука», «авторы» и «произведения»; это касается и патентного права («полезные искусства», «открытия»). Также важно упоминание словосочетания «for limited Times» (рус. На определённый срок), расширяя возможности законодательства.

## Закон об авторском праве 1790 года
После принятия Конституции, Конгресс подготовил Закон об авторском праве, который был принят в 1790 году. Этот закон предоставлял авторам исключительное право на публикацию и продажу «карт, графиков и книг» сроком на 14 лет. Этот срок мог быть продлён ещё на 14-летний, если автор был жив в конце первого срока. За исключением положения о картах и схемах Закон об авторском праве 1790 года почти дословно скопирован из Статута королевы Анны.
Закон 1790 не регулировал другие виды сочинений, таких как музыкальные композиции или газеты. В частности, было отмечено, что не запрещено копирование произведений зарубежных авторов. Подавляющее большинство сочинений, вышедших на территории США, так и не были зарегистрированы.
В соответствии с Законом 1790 года федеральная защита авторских прав предоставлялась только авторам, соблюдавшим определенные законом требования. Например, авторы должны были включать в работу надлежащее уведомление об авторских правах. Если требования не были соблюдены, работа сразу же переходила в общественное достояние.
Впервые Конгресс пересмотрел Закон в 1831 году. С выходом нового Закона об авторском праве произошло увеличение первоначального срока авторского права от 14 лет до 28 лет (с возможностью продления), также были изменены требования к авторам. В список работ добавились музыкальные произведения (однако пока это касалось только печатных версий).
Во время Гражданской войны в США, закон КША об авторском праве в целом был таким же, как существующий Закон США 1831 года: 28 лет с увеличением до 14, с обязательной регистрацией. Закон южан был принят в мае 1861 года, вскоре после начала военных действий. Поправка в апреле 1863 года пояснила, что при условии регистрации авторского права в Соединенных Штатах до выхода южного штата из США, регистрация юридически действительна в Конфедерации. Конфедеративные авторские права, по-видимому, почтили после окончания войны, передав записи о них в Библиотеку Конгресса в 1870 году.

## Двойная система авторского права до 1976 года
До принятия Закона об авторском праве 1976 года, защита авторских прав в США была предоставлена в виде двойной системы: федеральными и местными законами. Это во многом усложняло процесс соблюдения законодательства и выполнение защиты авторских прав.
Законом об авторском праве 1976 года Конгресс отменил двойную систему федерального и местного контроля, заменив её единой федеральной системой авторского права. Закон Федерального вытеснения кодифицирован в Главу 17 U.S.C. § 301 (а), которая гласит:

Начиная с 1 января 1978 года все юридические или справедливые права, которые эквивалентны любому из исключительных прав в рамках общей сферы авторского права <…>, находящиеся на материальном носителе и являющиеся предметом авторского права <…> , созданы ли они до или после этой даты, и будь они опубликованы или не опубликованы, регулируются исключительно этой главой.
Оригинальный текст (англ.)On and after January 1, 1978, all legal or equitable rights that are equivalent to any of the exclusive rights within the general scope of copyright <...> in works of authorship that are fixed in a tangible medium of expression and come within the subject matter of copyright as specified <...>, whether created before or after that date and whether published or unpublished, are governed exclusively by this title.

После федерального вытеснение законов штатов, работы попадают под федеральный Закон об авторском праве. Произведения должны квалифицироваться и быть защищены федеральным законом. Государственный закон не может обеспечить защиту для работы, которую федеральный закон не защищает. Он также охватывает и исполнительный процесс. Обвиняемый в нарушении авторских прав не может быть привлечен к ответственности в суде какого-либо штата.

## Основные поправки к Закону об авторском праве США
С 1790 года Конгресс неоднократно вносил поправки в федеральный Закон об авторском праве. Основные из них:
- Закон об авторском праве 1790 года — срок авторского права составлял 14 лет с продлением на столько же;
- Закон об авторском праве 1831 года — срок авторского права составлял 28 лет с продлением на 14;
- Закон об авторском праве 1909 года — срок авторского права составлял 28 лет с продлением на столько же;
- Закон об авторском праве 1976 года — срок авторского права составляет всю жизнь автора плюс 50 лет (для компаний 75 лет);
- Закон об имплементации Бернской конвенции 1988 года — принятие США Бернской конвенции;
- Обновлённый Закон об авторском праве[англ.] 1992 года — отменяет «правило продления»;
- Copyright Term Extension Act (с англ. — «Закон о продлении срока охраны авторских прав») 1998 года — срок авторского права увеличен до 70 лет после смерти автора (или 95/120);
- Digital Millennium Copyright Act (с англ. — «Закон об авторском праве в цифровую эпоху») 1998 года — уголовная ответственность за некоторые случаи нарушения авторского права.
- Закон об авторском праве и семейных развлечениях 2005 года — закон, криминализующий запись с экрана в кинотеатрах и досрочное опубликование произведений без согласования с владельцами копирайта.

Ключевыми международными соглашениями, повлиявшими на законодательство США об авторском праве стали:
- Всемирная конвенция об авторском праве — Соединённые Штаты ратифицировали Всемирную конвенцию об авторском праве в 1954 году, и снова в 1971 году. Этот договор был разработан ЮНЕСКО в качестве альтернативы к Бернской конвенции;
- Бернская конвенция об охране литературных и художественных произведений — США стали участником Бернской конвенции в 1988 году. Она вступила в силу в США через год, 1 марта 1989 года;
- Соглашение по торговым аспектам прав интеллектуальной собственности (ТРИПС) — США также являются участником Соглашения ТРИПС, которое требует соблюдения положений Бернской конвенции, и подлежит исполнению в рамках процесса урегулирования споров Всемирной торговой организации.